# Alcantara (textil)

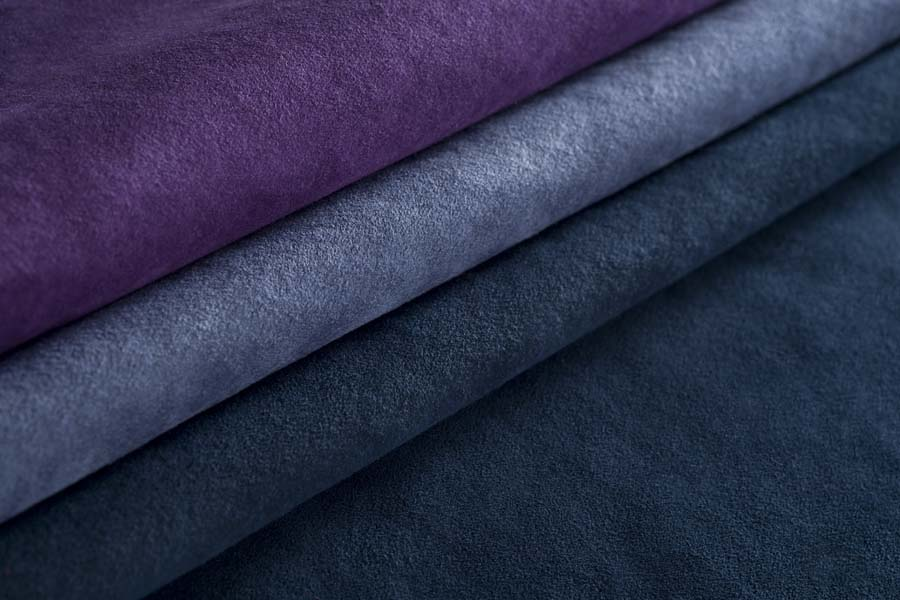
Alcantara

Alcantara es un material textil fabricado a partir de fibras sintéticas que se utiliza para revestir distintas superficies, generalmente como tapicería. Este material es de tacto suave y mullido, similar al terciopelo y al ante.

## Historia
Este material compuesto fue creado y patentado en 1970 por Miyoshi Okamoto, un investigador que trabajaba para la empresa química Toray Industries.
En 1972, la empresa energética italiana ENI firmó un acuerdo con Toray para el uso comercial del nuevo material bajo la marca ANTOR Spa, que cambió su nombre el año siguiente como IGANTO Spa (acrónimo de Italia Giappone ANIC TORAY), cuyo capital social estaba dividido al 51% para ENI y al 49% para Toray..  En 1981, se vuelve a cambiar definitivamente el nombre de la empresa por Alcantara S.p.a. En 1995, todas las acciones del grupo ENI pasan a manos de Toray, que a su vez cede un 30% al Grupo Mitsui.

## Composición
El textil «alcantara» es un no tejido compuesto por un 68% de poliéster y un 32% de poliuretano. Está realizado con fibras de poliéster muy finas alineadas en capas y unidas entre sí en caliente por una resina de poliuretano en un proceso de hilado y picado para obtener un aspecto de «piel de melocotón» mullido, lavable y de fácil confección comparado con la tela y la piel.

## Usos

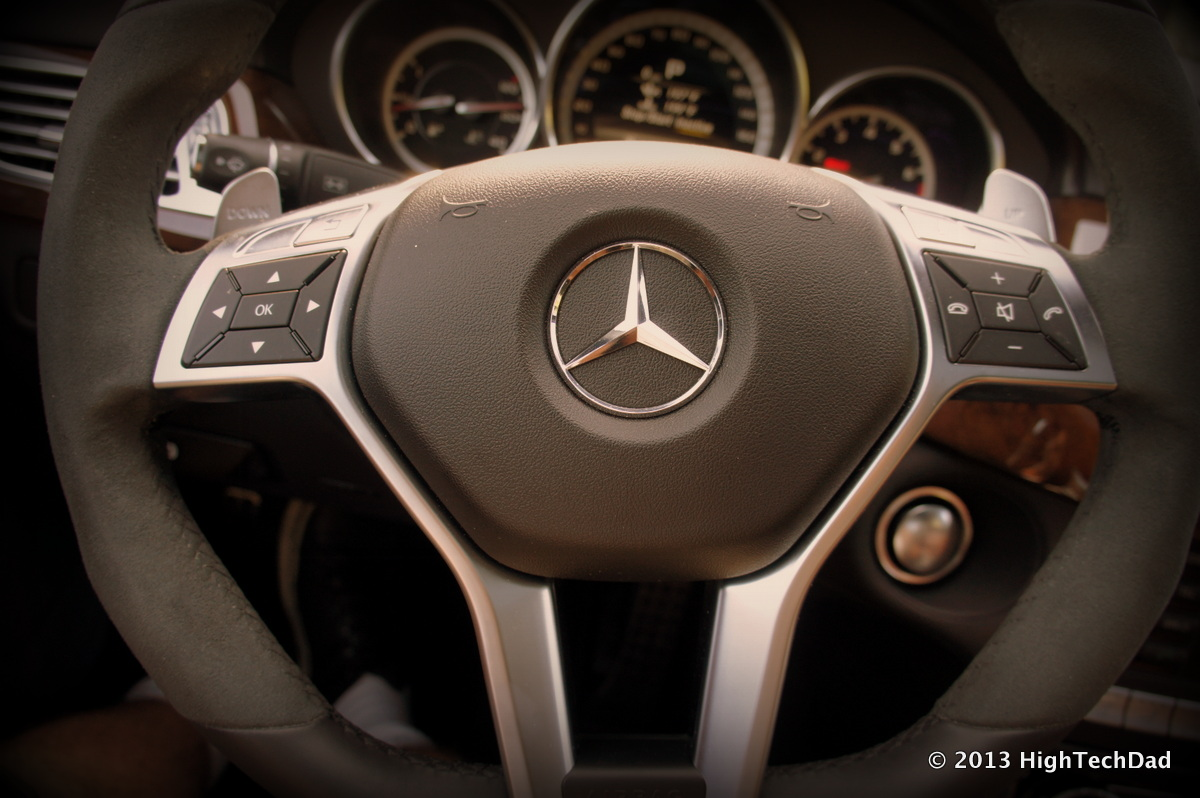
Volante de un Mercedes fabricado de Alcantara.

Es bastante conocido su uso en tapicería para revestir los interiores de los automóviles en elementos como puertas, salpicaderos y asientos, entre otros. Es un tejido de gama alta y se usa solo o asociado con el cuero.
También se utiliza en el hogar para muebles y sofás, en la industria textil y de moda para ropa y complemento, e incluso en barcos y aviones de lujo.
También ha encontrado uso en dispositivos electrónicos gracias a su suave textura y su elegante aspecto entretejido, que por el momento solo se puede encontrar en las computadoras portátiles de Microsoft en sus equipos de la línea Microsoft Surface.
Es transpirable, resistente, lavable y de textura suave. Pueden formarse bolitas en su superficie debido al uso, al roce y al limpiarlo incorrectamente.